# Малійсько-французькі відносини
Малійсько-французькі відносини — двосторонні дипломатичні відносини між Францією та Малі.
Франція була колишнім колоніальним правителем Малі, тоді відомим як Французький Судан, у якому вона керувала зі столиці Бамако, пізніше ставши столицею новонародженої Республіки Малі. Французьке правління вплинуло на Малі в кількох аспектах, таких як прийняття французької як основної мови Малі. Завдяки цьому Франція та Малі мають міцний зв'язок. У Франції проживає понад 120 000 малійців.

## Недавні відносини

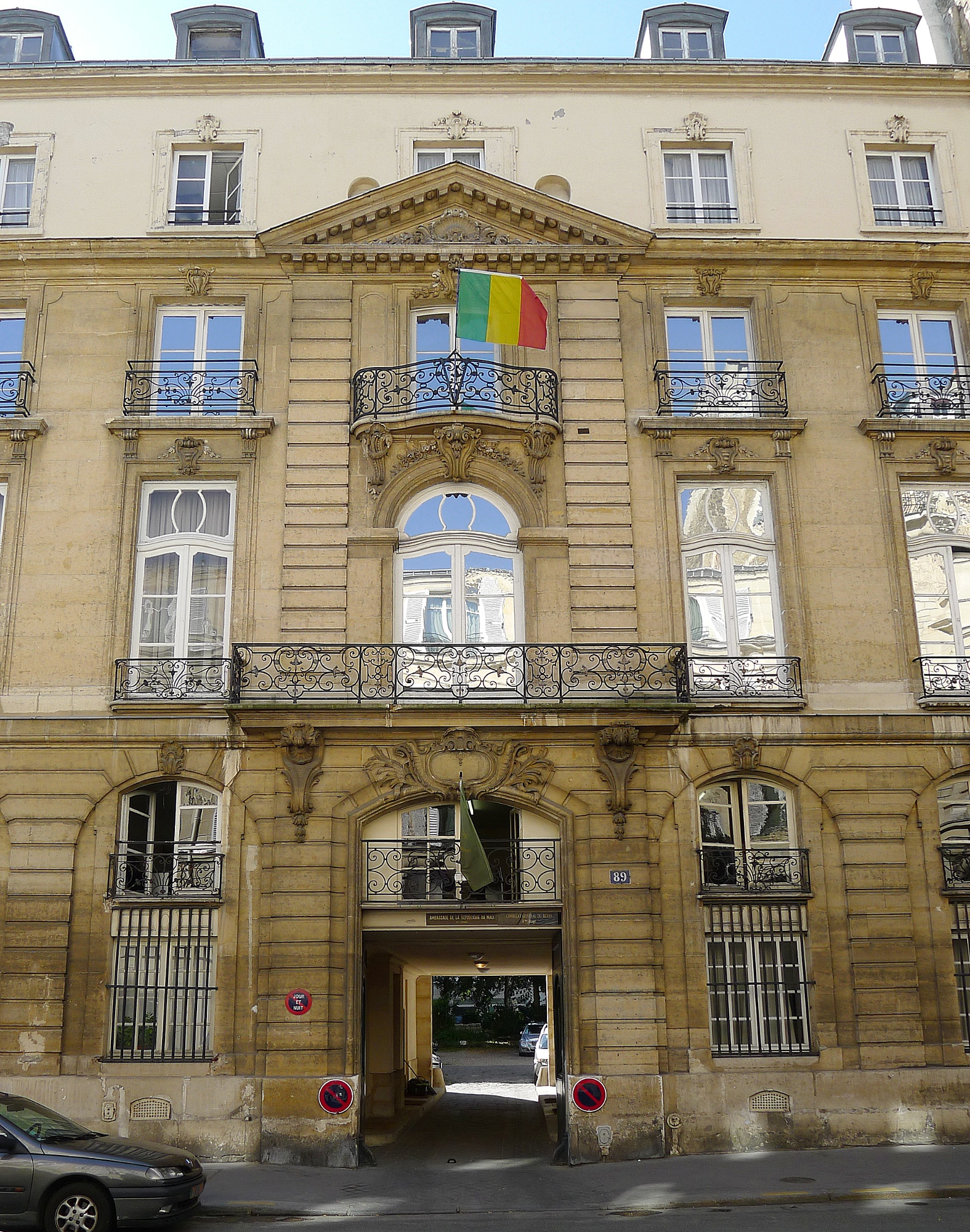
Посольство Малі у Парижі

### Конфлікт Північного Малі
У відповідь на зростання активності Аль-Каїди в ісламському Магрибі в 2012 році після краху Азавада в рамках конфлікту на півночі Малі Франція розгорнула 4000 військовослужбовців і відправила багато військового спорядження в рамках операції «Сервал» . Франція дуже обережно ставиться до ситуації в Малі, оскільки Малі була колишньою колонією Франції і має міцний зв'язок з нею.
У 2017 році президент Еммануель Макрон заприсягся боротися з кожним терористом у Малі.

## Сучасний період
Відносини між Францією та Малі у наш час ускладнені. Вони розвиваються, залишаючи неоколоніальні рамки Франсафрики.

## Культурні відносини
У Франції є велика малійська діаспора. Франція та Малі є повноправними членами Міжнародної організації франкомовних країн.

## Дипломатичні місі
- Франція має посольство в Бамако.
- Малі має посольство в Парижі.